# Área de Proteção Ambiental da Baixada Maranhense
A Área de Proteção Ambiental da Baixada Maranhense é uma unidade de conservação localizada no Maranhão, na região da Baixada Maranhense. Compreende uma área de 1.775.035 hectares.
Foi criada pelo Decreto nºº 11.900 de 11 de junho de 1991, incorporando uma complexa interface de ecossistemas ou incluindo manguezais, babaçuais, campos abertos e inundáveis, uma série de bacias lacustres em sistema de “rosário”, um conjunto estuarino e lagunar e matas ciliares – todos abrigando rica e complexa fauna e flora aquática e terrestre, com destaque para ictiofauna, avifauna migratória e permanente e às variedades de espécies da flora local e regional considerados alguns daqueles ecossistemas como Reservas Biológicas.

Possui características fisiográficas marcantes como terras baixas, planas inundáveis, caracterizada, por campo, mata de galeria, manguezais de bacia lacustre. Em sua vegetação destacam-se: castanheiras, gameleiras, embaúbas, cedros e babaçuais. Nas ilhas flutuantes, encontram-se: buritis, aningas e embaúba.

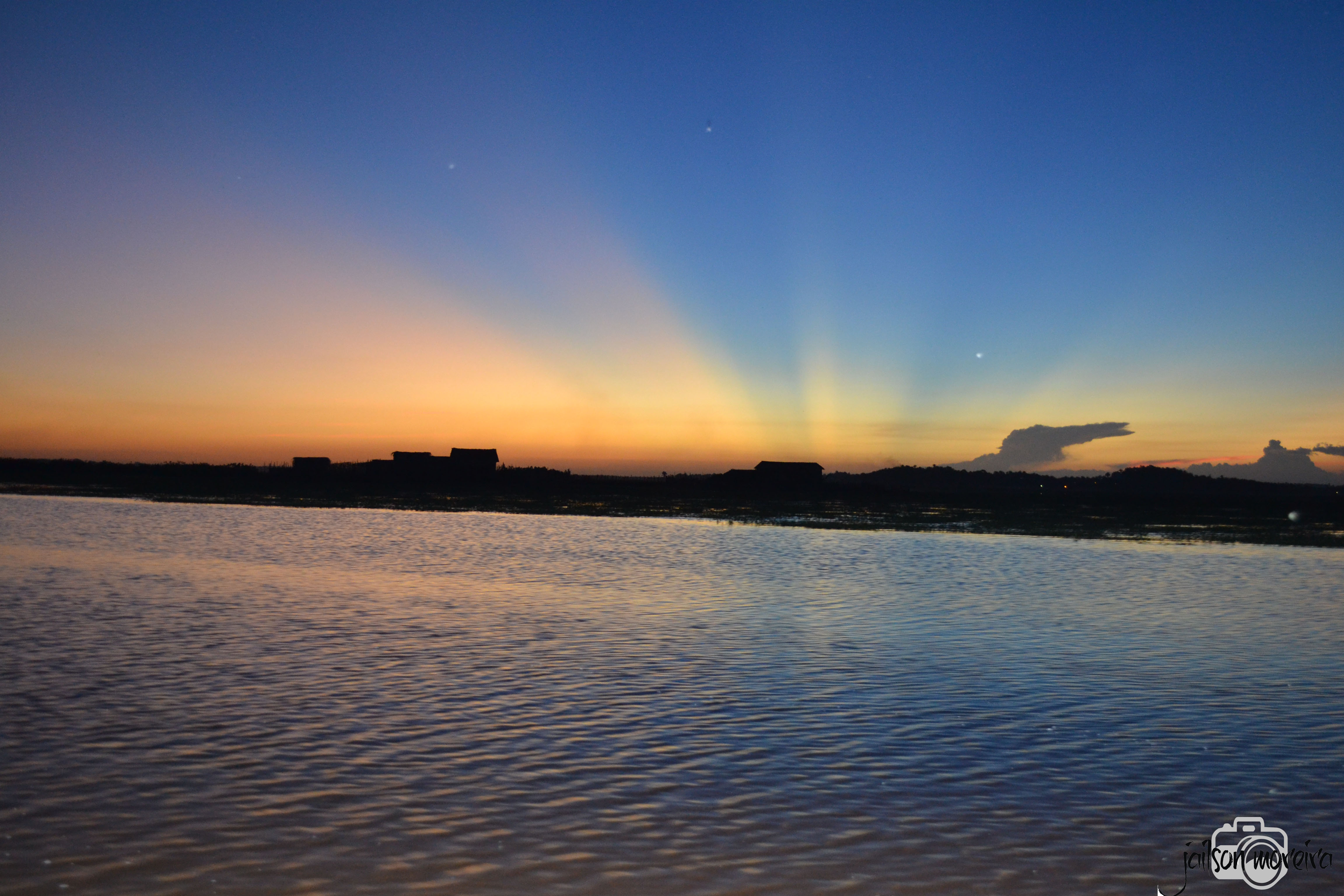
Entardecer no rio Pericumã

Na fauna encontram-se diversos animais, exemplo: as aves como a garça branca, a garça azul e as jaçanãs que são bem abundantes. Os mamíferos mais comuns são: a raposa, guariba, macaco-prego, caititu, veado, guaxinim, paca e tamanduá.
Abrange a ilha do Caranguejo, localizada no estuário do Mearim, ao sul da Baía de São Marcos, coberta de manguezais.